# Međunarodni dan sreće
Međunarodni dan sreće slavi se diljem svijeta 20. ožujka. Uspostavila ga je Opća skupština Ujedinjenih naroda 28. lipnja 2012. godine. Skupštinska rezolucija A/RES/66/281 izriče u pripadnom dijelu:
Opća skupština, (…) svjesna da je potraga za srećom temeljni čovjekov cilj, (…) prepoznajući također potrebu za inkluzivnijim, pravednijim i uravnoteženijim pristupom gospodarskom rastu koji promiče održivi razvoj, iskorjenjivanje siromaštva, sreću i blagostanje svih naroda, (…) odlučuje proglasiti 20. ožujka Međunarodnim danom sreće, (…) poziva sve države članice, organizacije sustava Ujedinjenih naroda i ostale međunarodne i regionalne organizacije, kao i civilno društvo, uključujući nevladine udruge i pojedince, da obilježe Međunarodni dan sreće na prikladan način te obrazovnim i drugim aktivnostima utječu na povećanje javne svijesti (…).
— Opća skupština Ujedinjenih naroda, rezolucija usvojena na Glavnoj skupštini Ujedinjenih naroda 28. lipnja 2012.

## Više informacija
- sreća
- godišnje proslave drevnog Nouruza, početka proljeća 20. ili 21. ožujka.

## Vanjske poveznice
- službeno mrežno mjesto  Arhivirana inačica izvorne stranice od 22. veljače 2021. (Wayback Machine)
- kanal Međunarodnog dana sreće na YouTubeu
- UN blog entry  Arhivirana inačica izvorne stranice od 15. kolovoza 2018. (Wayback Machine)
- Smile and be happy